# BoardGameGeek
BoardGameGeek er et online forum for brætspilsentusiaster samt en database, der rummer anmeldelser, billeder og videoer i over 107.000 forskellige spil, herunder Eurogames, figurspil og kortspil.  Spildatabasen giver brugerne mulighed for at rangere spil på en skal fra 1-10 og offentliggør en rangeret liste over brætspil.  
Registrerede brugere kan lave lister over hvilke spil de ejer, samt en mulighed for at notere hvert eneste spilgang med info som deltagere, varighed og spillested. Siden indeholder desuden en køb/salgsfunktion. 
BoardGameGeek blev grundlagt i januar 2000 af Scott Alden og Derk Solko.  Siden 2006 har webstedet kåret årets bedste nye brætspil med Golden Geek Award. Vinderne vælges på basis af stemmer fra registrerede brugere. 